# Де ти, Адаме?
Де ти, Адаме? — українсько-грецький документальний фільм. Світова прем'єра відбулася 3 серпня 2019 року. Вперше показаний в Україні 3 вересня 2020 року.
Стрічка отримала Гран-прі Міжнародного фестивалю православного кіно «Покров»-2019.

## Стислий зміст
Сюжет фільму відбувається в стародавньому монастирі Дохіар на узбережжі гори Афон, відданої у виняткове користування монахів християнства східного обряду. Образи природи вплетені в неперервну череду праці та молитов. Це дійство шикується в ритмічний взаємозв'язок людини та природи, ніби натякаючи цим на рай.
Але головним дійством незабутнього візантійського ландшафту є самі ченці, їх теплота душевна і самобутність відображаються ніби відслонення завіси, яка приховує їхнє повсякденне життя — де у кожного свої радості, надії і слабкості. Монахи запрошують творців фільму в своє середовище, вони сподіваються пробудити в кожному глядачеві віру у воскресіння.
Головною дієвою фігурою фільму є старець монастиря ігумен Григорій — багаторічний досвід опіки нагородив його глибоким розумінням людської душі і її прагнення повернутися в стан, властивий людській природі — Адама до гріхопадіння.